# 5119 Imbrius
5119 Imbrius eller 1988 RA1 är en trojansk asteroid i Jupiters lagrangepunkt L5. Den upptäcktes 8 september 1988 av den danska astronomen Poul Jensen vid Brorfelde-observatoriet. Den är uppkallad efter Imbrius i den grekiska mytologin.
Asteroiden har en diameter på ungefär 49 kilometer.